# Weltkarte des Andreas Walsperger

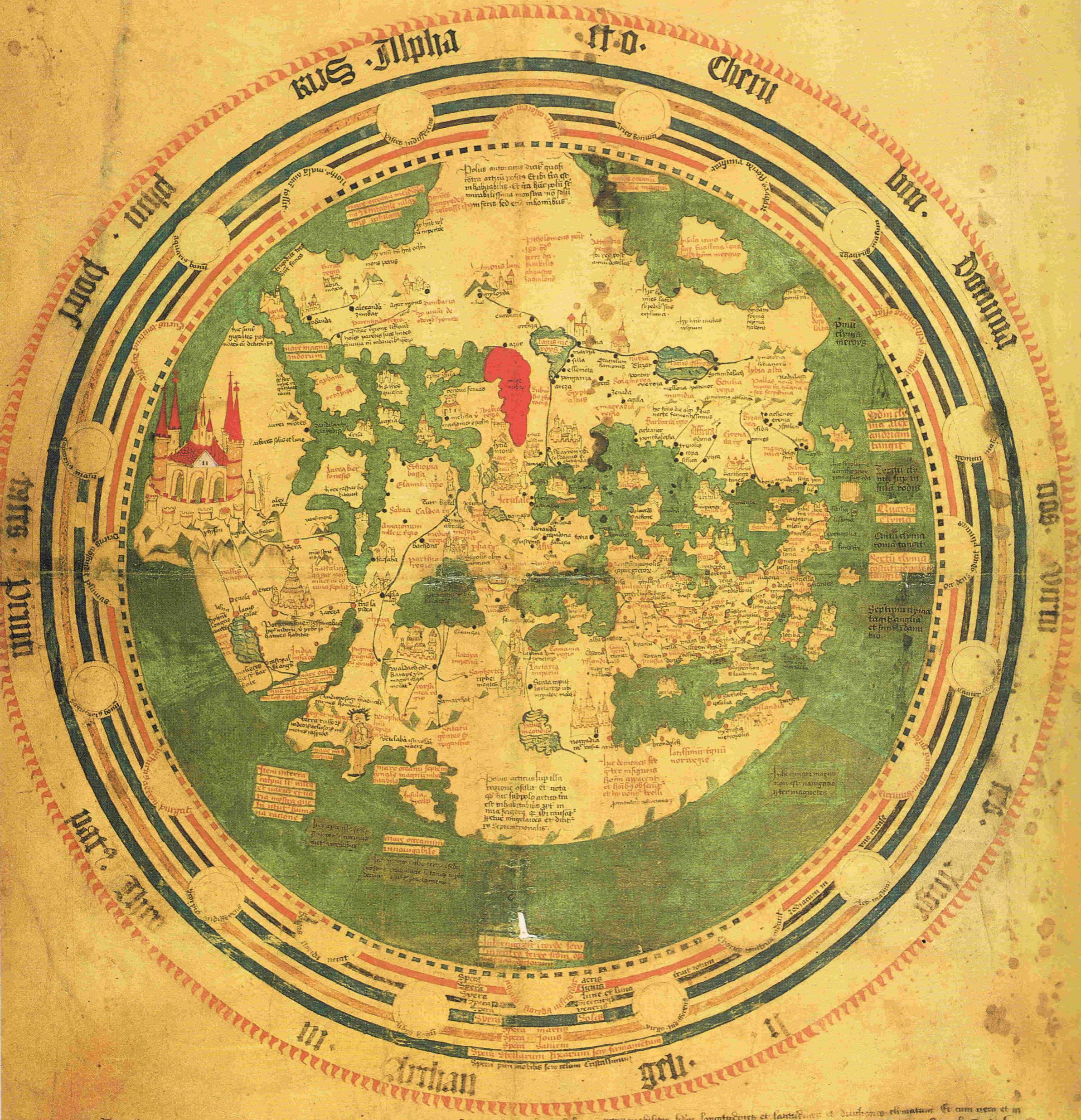
Weltkarte des Andreas Walsperger von 1448

Die Weltkarte des Andreas Walsperger, Biblioteca Apostolica Vaticana, Pal. lat. 1362 B, ist eine christlich geprägte mittelalterliche Weltkarte. Sie ist mit der sogenannten Zeitzer Weltkarte eine der wenigen im Original erhaltenen mappae mundi aus dem deutschen Sprachraum und gilt als ein Meilenstein der historischen Kartografie.

## Schöpfer
Andreas Walsperger wurde um das Jahr 1415 als Sohn eines Tischlers in Radkersburg geboren. 1434 wurde er Benediktinermönch in St. Peter in Salzburg, doch verließ er das Kloster 1442. Weitere Stationen und sein Todesjahr sind nicht überliefert, sieht man von dem Umstand ab, dass er die Weltkarte 1448 in Konstanz fertigte.

## Karte
Die Radkarte auf Pergament hat die Maße 73,5 cm Höhe × 59,5 cm. Die Karte zeigt das Rund der Erde, die gesüdet ausgerichtet ist – also so, dass der Norden unten liegt. Die heilige Stadt Jerusalem befindet sich annähernd im Zentrum und der Ozean umgibt das gesamte Erdrund bis dort, wo Afrika bis zu den Sphären reicht. Sie ist damit eine zeitgenössisch konventionelle Weltdarstellung.
Die Erde wird umgeben von den sieben Sphären der Himmelskugel nach Ptolemäus. Die Karte geht von der Erde als Mittelpunkt der Schöpfung aus, die umgeben ist von himmlischen Sphären und gekrönt von einem „Himmel aus Kristall“. In der äußeren Sphäre werden die Namen der Himmlischen Heerscharen genannt, nach innen folgen die Sphären der Fixsterne, der Planeten und der Sonne; dazwischen sind die Namen der Tierkreiszeichen und der Winde vermerkt.

## Legende
Unterhalb der Karte befindet sich eine Legende. In ihr wird geometrische Genauigkeit der Darstellung beansprucht. Der Autor, Andreas Walperger, nennt sich namentlich selbst, das Jahr und den Ort der Erstellung in einem Kolophon. Weiter gibt er dem Nutzer der Karte Hinweise:

„Item in hac presenti figura continetur mappa mundi siue descriptio orbis geometrica, facta ex cosmographya ptholomey proportioabiliter secundum longitudines et latitudines Et cum uera et in//tegra cartha nauigationis marium. Ita quod quilibet clare in ea potest videre quod miliaribus una regio uel prouincia ab ali sit situata, uel ad quam plagam,siad orientem, occidente, austru vel aquilinem extensa.//Terra etenim est alba, maria viridis coloris, flumina dulcia lasurri, montes varii item. Rubra puncta sunt christianorum civitates. Nigra uero infidelium in terra marique existentium.//
Volens igitur scire in hac presenti figura quot miliribus una regio sew civitas ab alia sit situata, accipe circulum et pone pedem eius ad medietatem puncte cum nomini alicuius ciutatis in presenti figura signati. Et extende alium// pedem ad punctum alterius ciutatis ad placitum. Et tunc circulum sic extensum pone super scalam latam: metrum hic inseruit per puncta diuisa et quilibet punctus in pratacta scala cuisvis sit coloris dat decem miliaria thevtunica Et//nota quod unum miliare theutunicum continet in se decem milia passuum et unus passus duos pedes. Facta est hec mappa per manus fratris Andree Walsperger ordinis sancti bendicti de saltzburga. Anno domini 1448 In constancia.//“

In der Übersetzung:

„In dieser Abbildung ist die Weltkarte oder geometrische Beschreibung der Erde enthalten, aufgestellt nach der Kosmographie des Ptolemaeus je nach den Längengraden, Breitengraden und Klimaunterteilungen. Und mit einer wahrheitsgetreuen und vollständigen Karte der Navigation auf den Meeren. So kann jeder hier genau ersehen, wie viele Meilen eine Gegend oder Provinz von einer anderen entfernt ist oder welche Fläche sie besitzt von Osten nach Westen und von Süden nach Norden. Die Erde ist weiß, das Meer grün, die Süßwasserströme sind blau, die Gebirge verschiedenfarbig. Und die roten Punkte bezeichnen die christlichen Städte, die schwarzen Punkte die Städte der Ungläubigen auf dem Land und im Meer.
Wer also auf dieser Zeichnung messen will, wie viele Meilen ein Gebiet oder eine Stadt von einer anderen entfernt ist, nehme einen Zirkel und setze eine seiner Spitzen in die Mitte des Punktes, der durch den Namen einer Stadt gekennzeichnet ist, und die andere Spitze auf den Punkt der anderen gewählten Stadt. Dann setze er den offenen Zirkel auf die untenstehende Skala; auf dieser Skala entspricht jeder Strich, unabhängig von seiner Farbe, zehn deutschen Meilen, Zu beachten ist, dass eine deutsche Meile zehntausend Schritt enthält und ein Schritt zwei Fuß.“

## Geschichte
Die Karte wurde um 1890 von Konrad Kretschmer gefunden, als er den Atlas des Petrus Vesconte (Portulanus de navigatione) in der Bibliothek des Vatikans bearbeitete. Die Weltkarte des Andreas Walsperger war diesem Atlas beigelegt, ohne ursprünglich dazuzugehören. Sie erhielt dann nachträglich die Signatur Pal. lat. 1362B der Vatikanischen Bibliothek.
Der Atlas, in dem die Karte gefunden wurde, befand sich im 16. Jahrhundert im Besitz der Fugger, wurde anschließend der Bibliotheca Palatina geschenkt und gelangte mit der Bibliotheca Palatina als bayerische Kriegsbeute an Maximilian I. von Bayern, der sie 1623 an Papst Gregor XV. verschenkte. Ob dies auch die Besitzgeschichte der dem Atlas im 19. Jahrhundert beiliegenden Walsperger-Karte darstellt, ist nicht gesichert.

### Drucke
- Konrad Miller: Mappae mundi. Heft 3. Die kleineren Weltkarten. Stuttgart 1895 Digitalisat
- Weltkarte des Andreas Walsperger (Faksimile) = Belser Editionen aus der Bibliotheca Apostolica Vaticana. Belser, Zürich 1981.

### Sekundärliteratur
- Walter Berschin: Die Palatina in der Vaticana. Eine deutsche Bibliothek in Rom. Belser, Stuttgart 1992. ISBN 3-7630-2087-X, S. 110–112.
- Dana Bennett Durand: The Vienna-Klosterneuburg Map Corpus of the Fiteenth Century. A Study in the Transition from Mediaeval Science. Leiden 1952, S 209–213, Taf. XV.
- Paul Gallez: Walsperger and His Knowledge of the Patagonian Giants, 1448. In: Imago Mundi. The international journal for the history of cartography. Thaylor & Francis, London 1981 (Jg. 33), S. 91–93.
- Dorothea Hauck: Die Weltkarte des Andreas Walsperger orientiert sich an mittelalterlicher klösterlicher Tradition. In: Bibliotheca Palatina. Katalog zur Ausstellung vom 8. Juli bis 2. November 1986. Heiliggeistkirche Heidelberg. Textband. Heidelberg 1986. ISBN 3-921524-88-1, S. 358f.
- Konrad Kretschmer: Eine neue mittelalterliche Weltkarte der vatikanischen Bibliothek. In: Zeitschrift der Gesellschaft für Erdkunde zu Berlin 26 (1891), S. 371–406.
- Karl-Heinz Meine: Zur Weltkarte des Andreas Walsperger, Konstanz 1448. In: Wolfgang Scharfe u. a. (Hrsg.): Kartenhistorisches Colloquium Bayreuth '82. Vorträge und Berichte. Dietrich Reimer Verlag, Berlin, 1983, ISBN 3-496-00692-7